# Petits poemes en prosa
Els petits poemes en prosa, també conegut com a L'spleen de París i, en algunes traduccions, L'esplín de París (anomenat originalment en francès Le Spleen de Paris o Petits Poèmes en prose) és una col·lecció de 50 petits poemes escrits en prosa poètica per Charles Baudelaire. Es publicà pòstumament al 1869 com a part del IV tom de les seues obres completes. Es considera un dels majors precursors de la poesia en prosa.
Són temes recurrents en els seus poemes: la malenconia, l'horror al pas del temps, el desig d'infinit, la crítica corrosiva contra la religió i la moral, la burla contra els ideals que mouen les persones i una aversió enorme contra la societat i la seua hipocresia.

## Rerefons

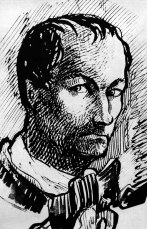
Autoretrat de Baudelaire

Les cinquanta seccions que el componen, les redactà entre 1855 i 1864. Una quarantena n'aparegué en revistes literàries del seu temps; les deu següents en foren pòstumes, entre 1867 i 1869, any en què les publicà la seua germana. Les inspirà la poesia d'Aloysius Bertrand i és una de les obres predecessores del simbolisme.
El títol Petits poemes en prosa sol dur per subtítol Spleen de París (que s'assembla al títol de dues parts de Les flors del mal: "Spleen i ideal" i "Quadres parisencs"). En vida, Baudelaire deia aquesta expressió per designar la seua recopilació de proses. D'altra banda, el 7 de febrer de 1864, el periòdic Le Figaro publica quatre parts dels Petits poemes en prosa amb el títol Spleen de París. Això explica l'estreta associació dels dos títols. Des de llavors, la recopilació porta aquests dos noms.
La particularitat d'aquesta obra rau en l'absència de seguiment entre les diferents parts. En conseqüència, els poemes es poden llegir aleatòriament. Com Baudelaire va dir: "Lleve vosté una vèrtebra i els dos fragments d'aquesta tortuosa fantasia tornaran a unir-se sense esforç". Es troba, però, una determinada recurrència en els poemes: visions urbanes en què domina l'Spleen (malenconia de què se'n desconeix la causa, caracteritzada per una enorme repulsió cap a tot.). D'aquesta comprovació es deriva l'explicació del subtítol.
Al final dels 50 poemes en prosa s'inclou a manera d'epíleg un poema en vers, tot i que Baudelaire no pensava incloure'l en el llibre. Segons el poeta, si s'allibera l'autor de la dificultat de la rima, aquest se sent en el deure donar ritme, una estructura propera a la poesia, en la seua escriptura per no caure en el relat clàssic.

## Poemes notables
En Matem als pobres!, Baudelaire crea una paràbola respecte a la pobresa i a l'equitat social. "Només és igual a un altre qui ho demostra, i només és digne de llibertat qui sap conquistar-la", diu en el poema. Amb això com a primícia colpeja a un captaire amb brutalitat fins que aquest li aconsegueix retornar els cops. Llavors Baudelaire li diu que el considera el seu igual i comparteix els seus diners amb ell.
En el poema A la una del matí s'assimila a l'escriptura en un periòdic. Baudelaire compta els fets que li han ocorregut durant el dia i totes les persones que, amb fàstic, ha hagut de saludar. Acusa a tots de ser hipòcrites i, al final, acaba pregant que algú "l'ajude a escriure bons versos, que li demostren que no és el darrer dels humans, que és superior als que tant menysprea".
En El boig i la Venus, un bufó plora enfront d'una estàtua de Venus, metàfora de la bellesa. Li explica les seues penes i li prega que tinga pietat d'ell. Però, òbviament, l'estàtua té la mirada molt elevada com per baixar-li-la. Ací retrata la crueltat de la bellesa, tema exposat diverses vegades per Oscar Wilde.
Altres poemes que al llarg del temps han adquirit fama són, entre altres: L'estranger, L'estança doble, El mal vidrier, Els ulls dels pobres, Les vocacions, El bon jugador i Anywhere Out Of The World (poema que arribaria a ser venerat pel protagonista de la novel·la simbolista A contrapel)

## Estil
L'Spleen de París representa la ruptura definitiva de les formes poètiques clàssiques. En estar el text format per poemes en prosa, es redueix la bretxa que separa la prosa de la poesia. La nova forma de poesia de Baudelaire influiria molt sobre els poetes posteriors.
Entre els escriptors més influïts per l'estil poètic de Spleen de París, hi ha els simbolistes Stéphane Mallarmé, Tristan Corbière i Arthur Rimbaud. La influència sobre aquest darrer es pot veure en Una temporada a l'infern i Il·luminacions.

## Traduccions al català
- Petits poemes en prosa, traducció d'Agustí Esclasans (nom de l'autor, escrit "Carles Baudelaire"), Llibreria Catalonia, Barcelona, 1928, Biblioteca "Univers" (dirigida per Carles Soldevila), Vol. IV.
- Petits poemes en prosa. Traducció de Joaquim Sala-Sanahuja. Martorell: Adesiara, 2021.